# Marco Aufidio Frontone
Marco Aufidio Frontone (latino: Marcus Aufidius Fronto (Marcus Alfidius Fronto); fl. 199-220) è stato un senatore e console dell'Impero romano.
Membro della gens Aufidia(Alfidia), Frontone era originario di Pisarum nelle Marche; suo padre era Gaio Aufidio Vittorino, console nel 155 e 183, suo fratello era il Gaio Aufidio Vittorino che fu console nel 200. Nel 199 Frontone resse il consolato.
Secondo Cassio Dione, nel 217/218 Frontone si sarebbe dovuto recare a governare l'Africa; a seguito delle proteste della popolazione locale, l'imperatore Macrino decise di trasferirlo in Asia.